# ALL SEASONS BEST
『ALL SEASONS BEST』（オールシーズンベスト）は、2024年3月20日にリリースされたフォークデュオ・コブクロのベストアルバム。

## 概要
前作『ALL TIME BEST 1998-2018』から6年3か月ぶりとなる通算4枚目のベストアルバム。
2023年に配信された『Seasons Selection〜Spring〜』『Seasons Selection〜Summer〜』『Seasons Selection〜Autumn〜』『Seasons Selection〜Winter〜』をまとめてコンパイルしたもの。
ストリーミングベストアルバム配信時から、「ここにしか咲かない花」「LOVER'S SURF」「晴々」「紙飛行機」「陽だまりの道」「海に降る雪」「光の粒」の7曲が追加で収録されている。
「光の粒」はインディーズ時代に誕生した楽曲であり、ファンサイト会員限定で販売された『FAN'S MADE BEST』以来の収録。その時にレコーディングされたものと同じ音源だが、一般向けへのリリースは今作が初であり、各音楽配信サイトにて配信されるのも、ライブ音源を除けば今回が初めてとなった。

## 収録曲

### DISC1〜SPRING〜
| #         | タイトル                               | 作詞・作曲                                          | 編曲                       | 時間  |
| --------- | -------------------------------------- | --------------------------------------------------- | -------------------------- | ----- |
| 1.        | 「桜」                                 | 小渕健太郎、黒田俊介                                | コブクロ                   | 6:02  |
| 2.        | 「蕾」                                 | 小渕健太郎                                          | コブクロ                   | 6:05  |
| 3.        | 「未来」                               | - 小渕健太郎（作詞） - 小渕健太郎、黒田俊介（作曲） | コブクロ                   | 5:17  |
| 4.        | 「YELL〜エール〜」                     | 小渕健太郎                                          | 笹路正徳                   | 5:25  |
| 5.        | 「轍-Street Stroke-」                  | 小渕健太郎                                          | コブクロ                   | 4:55  |
| 6.        | 「風」                                 | 小渕健太郎                                          | 笹路正徳                   | 4:38  |
| 7.        | 「虹」                                 | 小渕健太郎                                          | コブクロ                   | 5:06  |
| 8.        | 「卒業」                               | 小渕健太郎、黒田俊介                                | コブクロ                   | 5:29  |
| 9.        | 「風見鶏」                             | 小渕健太郎                                          | コブクロ                   | 6:02  |
| 10.       | 「WINDING ROAD（絢香×コブクロ）」      | 絢香、小渕健太郎、黒田俊介                          | 絢香、小渕健太郎、黒田俊介 | 5:00  |
| 11.       | 「卒業（SANA from TWICE × コブクロ）」 | 小渕健太郎、黒田俊介                                | コブクロ                   | 2:26  |
| 12.       | 「ここにしか咲かない花」               | 小渕健太郎                                          | コブクロ                   | 6:13  |
| 合計時間: | 合計時間:                              | 合計時間:                                           | 合計時間:                  | 62:38 |

### DISC2〜SUMMER〜
| 全作詞・作曲: 小渕健太郎。 |                        |            |            |          |      |
| #                          | タイトル               | 作詞       | 作曲・編曲 | 編曲     | 時間 |
| 1.                         | 「君という名の翼」     | 小渕健太郎 | 小渕健太郎 | コブクロ | 5:04 |
| 2.                         | 「願いの詩」           | 小渕健太郎 | 小渕健太郎 | 笹路正徳 | 4:08 |
| 3.                         | 「太陽」               | 小渕健太郎 | 小渕健太郎 | 笹路正徳 | 5:18 |
| 4.                         | 「ダイヤモンド」       | 小渕健太郎 | 小渕健太郎 | コブクロ | 5:39 |
| 5.                         | 「同じ窓から見てた空」 | 小渕健太郎 | 小渕健太郎 | コブクロ | 8:45 |
| 6.                         | 「Summer rain」        | 小渕健太郎 | 小渕健太郎 | コブクロ | 5:15 |
| 7.                         | 「潮騒ドライブ」       | 小渕健太郎 | 小渕健太郎 | 笹路正徳 | 5:31 |
| 8.                         | 「memory」             | 小渕健太郎 | 小渕健太郎 | 笹路正徳 | 4:24 |
| 9.                         | 「HUMMING LIFE」       | 小渕健太郎 | 小渕健太郎 | コブクロ | 4:06 |
| 10.                        | 「夏の雫」             | 小渕健太郎 | 小渕健太郎 | コブクロ | 6:44 |
| 11.                        | 「LOVER'S SURF」       | 小渕健太郎 | 小渕健太郎 | コブクロ | 4:20 |
| 12.                        | 「晴々」               | 小渕健太郎 | 小渕健太郎 | コブクロ | 5:06 |
| 合計時間:                  | 合計時間:              | 合計時間:  | 64:20      |          |      |

### DISC3〜AUTUMN〜
| 全作詞・作曲: 小渕健太郎。 |                            |            |            |          |      |
| #                          | タイトル                   | 作詞       | 作曲・編曲 | 編曲     | 時間 |
| 1.                         | 「Million Films」          | 小渕健太郎 | 小渕健太郎 | コブクロ | 5:21 |
| 2.                         | 「未来への帰り道」         | 小渕健太郎 | 小渕健太郎 | コブクロ | 5:24 |
| 3.                         | 「blue blue」              | 小渕健太郎 | 小渕健太郎 | 笹路正徳 | 4:41 |
| 4.                         | 「風をみつめて」           | 小渕健太郎 | 小渕健太郎 | コブクロ | 5:20 |
| 5.                         | 「NOTE」                   | 小渕健太郎 | 小渕健太郎 | コブクロ | 5:28 |
| 6.                         | 「コイン」                 | 小渕健太郎 | 小渕健太郎 | コブクロ | 6:01 |
| 7.                         | 「2人」                    | 小渕健太郎 | 小渕健太郎 | 笹路正徳 | 4:18 |
| 8.                         | 「何故、旅をするのだろう」 | 小渕健太郎 | 小渕健太郎 | コブクロ | 5:32 |
| 9.                         | 「FREEDOM TRAIN」          | 小渕健太郎 | 小渕健太郎 | コブクロ | 5:43 |
| 10.                        | 「夕紅」                   | 小渕健太郎 | 小渕健太郎 | コブクロ | 4:35 |
| 11.                        | 「紙飛行機」               | 小渕健太郎 | 小渕健太郎 | コブクロ | 4:32 |
| 12.                        | 「陽だまりの道」           | 小渕健太郎 | 小渕健太郎 | コブクロ | 5:34 |
| 合計時間:                  | 合計時間:                  | 合計時間:  | 62:29      |          |      |

### DISC4〜WINTER〜
| 全作詞・作曲: 小渕健太郎。 |                          |            |            |          |      |
| #                          | タイトル                 | 作詞       | 作曲・編曲 | 編曲     | 時間 |
| 1.                         | 「赤い糸」               | 小渕健太郎 | 小渕健太郎 | コブクロ | 6:58 |
| 2.                         | 「流星」                 | 小渕健太郎 | 小渕健太郎 | コブクロ | 5:10 |
| 3.                         | 「今、咲き誇る花たちよ」 | 小渕健太郎 | 小渕健太郎 | コブクロ | 4:49 |
| 4.                         | 「STAY」                 | 小渕健太郎 | 小渕健太郎 | コブクロ | 5:32 |
| 5.                         | 「あなたへと続く道」     | 小渕健太郎 | 小渕健太郎 | コブクロ | 5:46 |
| 6.                         | 「WHITE DAYS」           | 小渕健太郎 | 小渕健太郎 | コブクロ | 6:30 |
| 7.                         | 「Twilight」             | 小渕健太郎 | 小渕健太郎 | コブクロ | 5:28 |
| 8.                         | 「雪の降らない街」       | 小渕健太郎 | 小渕健太郎 | 笹路正徳 | 5:20 |
| 9.                         | 「東京の冬」             | 小渕健太郎 | 小渕健太郎 | コブクロ | 4:55 |
| 10.                        | 「天使達の歌」           | 小渕健太郎 | 小渕健太郎 | コブクロ | 5:37 |
| 11.                        | 「白雪」                 | 小渕健太郎 | 小渕健太郎 | コブクロ | 4:21 |
| 12.                        | 「海に降る雪」           | 小渕健太郎 | 小渕健太郎 | 笹路正徳 | 5:08 |
| 13.                        | 「光の粒」               | 小渕健太郎 | 小渕健太郎 | コブクロ | 6:23 |
| 合計時間:                  | 合計時間:                | 合計時間:  | 71:57      |          |      |

## 楽曲解説
詳細は各項目を参照。

### DISC 1 (SPRING)
1. 桜
12thシングル。
2. 蕾
14thシングル。
3. 未来
27thシングル。
4. YELL〜エール〜
1stシングルの1曲目。
5. 轍-Street stroke-
2ndシングルの再録。
『ALL SINGLES BEST』収録の音源。
6. 風
4thシングル。
7. 虹
17thシングル。
8. 卒業
31stシングル。
9. 風見鶏
14thシングルのカップリング(3曲目)。
10. WINDING ROAD (絢香×コブクロ)
絢香とのコラボユニット、絢香×コブクロの1stシングル。
11. 卒業 (SANA from TWICE×コブクロ)
SANAとのコラボによる配信シングル。CDは今作が初収録。
12. ここにしか咲かない花
11thシングル。
ストリーミングアルバム配信時から追加収録。

### DISC 2 (SUMMER)
1. 君という名の翼
13thシングル。
2. 願いの詩
5thシングルの1曲目。
3. 太陽
5thシングルの2曲目。
4. ダイヤモンド
23rdシングルの2曲目。
5. 同じ窓から見てた空
5thアルバム『NAMELESS WORLD』収録曲。
6. Summer rain
17thシングルのカップリング(2曲目)。
7. 潮騒ドライブ
8thシングルのカップリング。
8. memory
1stアルバム『Roadmade』収録曲。
9. HUMMING LIFE
4thアルバム『MUSIC MAN SHIP』収録曲。
10. 夏の雫
30thシングルのカップリング(2曲目)。
11. LOVER'S SURF
5thアルバム『NAMELESS WORLD』収録曲。
ストリーミングアルバム配信時から追加収録。
12. 晴々
6作目の配信シングル。
ストリーミングアルバム配信時から追加収録。

### DISC 3 (AUTUMN)
1. Million Films
10thシングルの2曲目。
2. 未来への帰り道
ベストアルバム『ALL SINGLES BEST』収録曲。
3. blue blue
8thシングル。
4. 風をみつめて
30thシングル。
5. NOTE
5thアルバム『NAMELESS WORLD』収録曲。
6. コイン
6thアルバム『5296』収録曲。
7. 2人
1stアルバム『Roadmade』収録曲。
8. 何故、旅をするのだろう
9thアルバム『TIMELESS WORLD』収録曲。
9. FREEDOM TRAIN
18thシングルのカップリング(2曲目)。
10. 夕紅
10thアルバム『Star Made』収録曲。
11. 紙飛行機
22ndシングル。
ストリーミングアルバム配信時から追加収録。
12. 陽だまりの道
25thシングル。
ストリーミングアルバム配信時から追加収録。

### DISC 4 (WINTER)
1. 赤い糸
16thシングルのカップリング(2曲目)。
2. 流星
19thシングル。
3. 今、咲き誇る花たちよ
24thシングル。
4. STAY
18thシングル。
5. あなたへと続く道
13thシングルのカップリング。
6. WHITE DAYS
6thアルバム『5296』収録曲。
7. Twilight
3作目の配信シングル、26thシングルのカップリング(2曲目)。
8. 雪の降らない街
6thシングル。
9. 東京の冬
4thアルバム『MUSIC MAN SHIP』収録曲。
10. 天使達の歌
7thアルバム『CALLING』収録曲。
11. 白雪
30thシングルのカップリング(3曲目)。
12. 海に降る雪
3rdシングルのカップリング。
ストリーミングアルバム配信時から追加収録で、今作がアルバム初収録。
13. 光の粒
ファンサイト限定アルバム『FAN'S MADE BEST』収録曲。
一般向けCDには今作が初収録。